# Fil textile
Pour les articles homonymes, voir Fil.

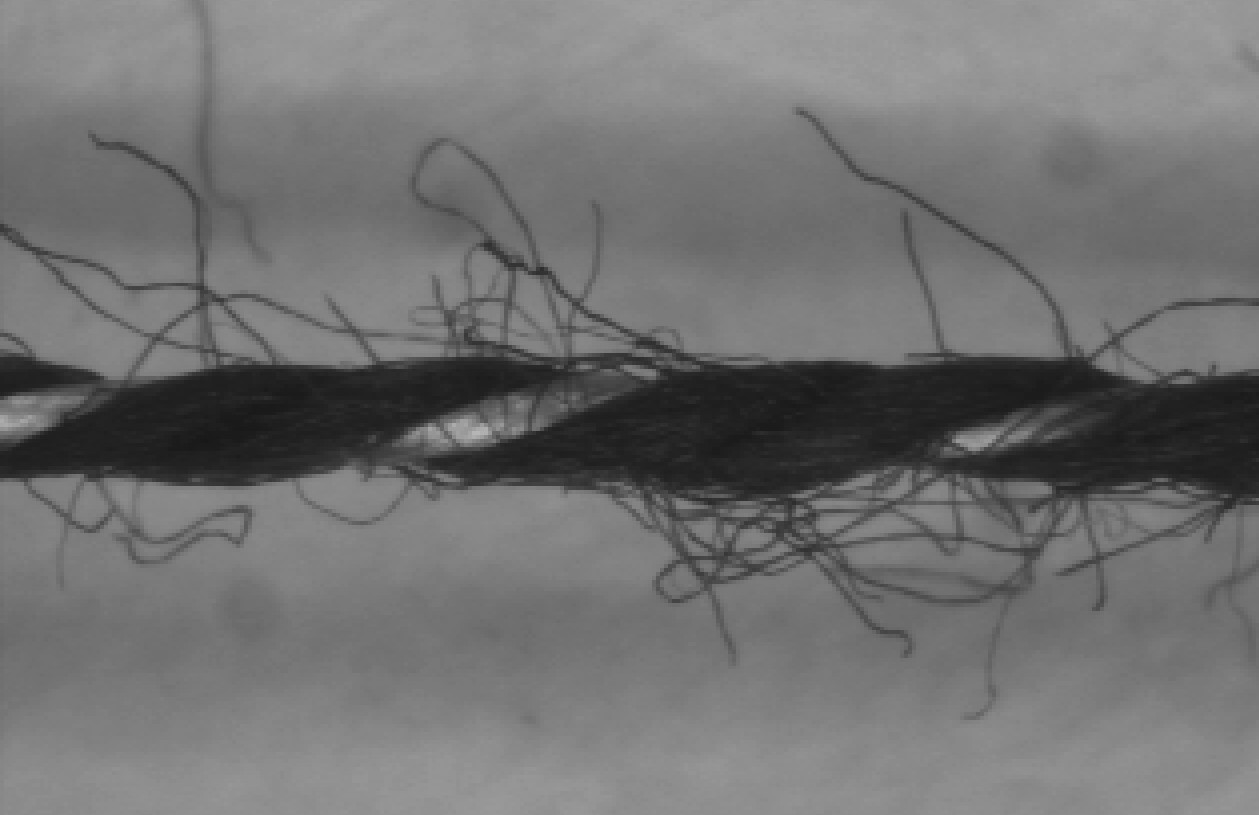
Détail d'un fil au microscope.

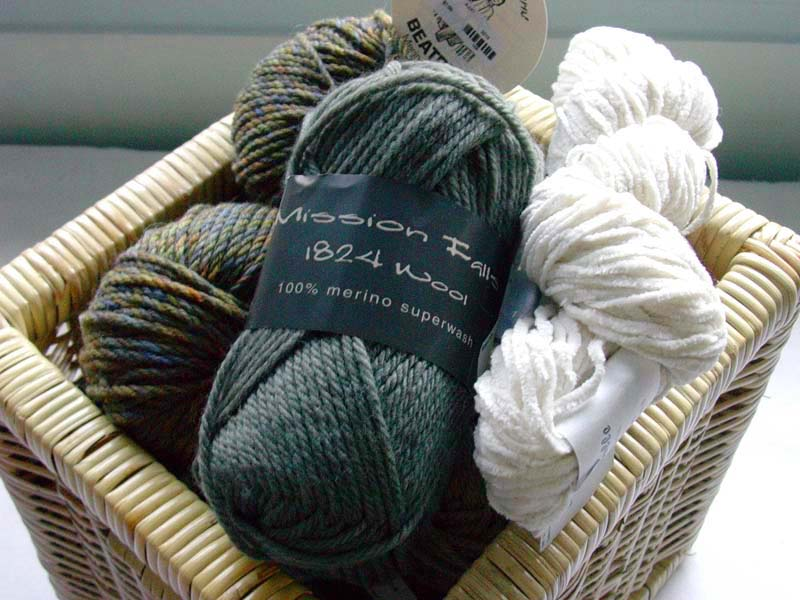
Pelotes de laine.

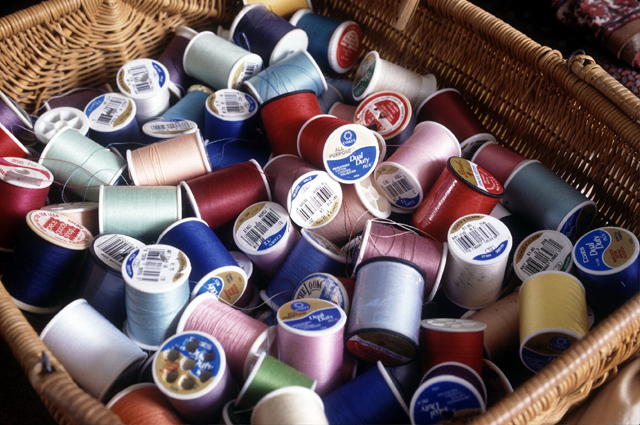
Bobines de fil.

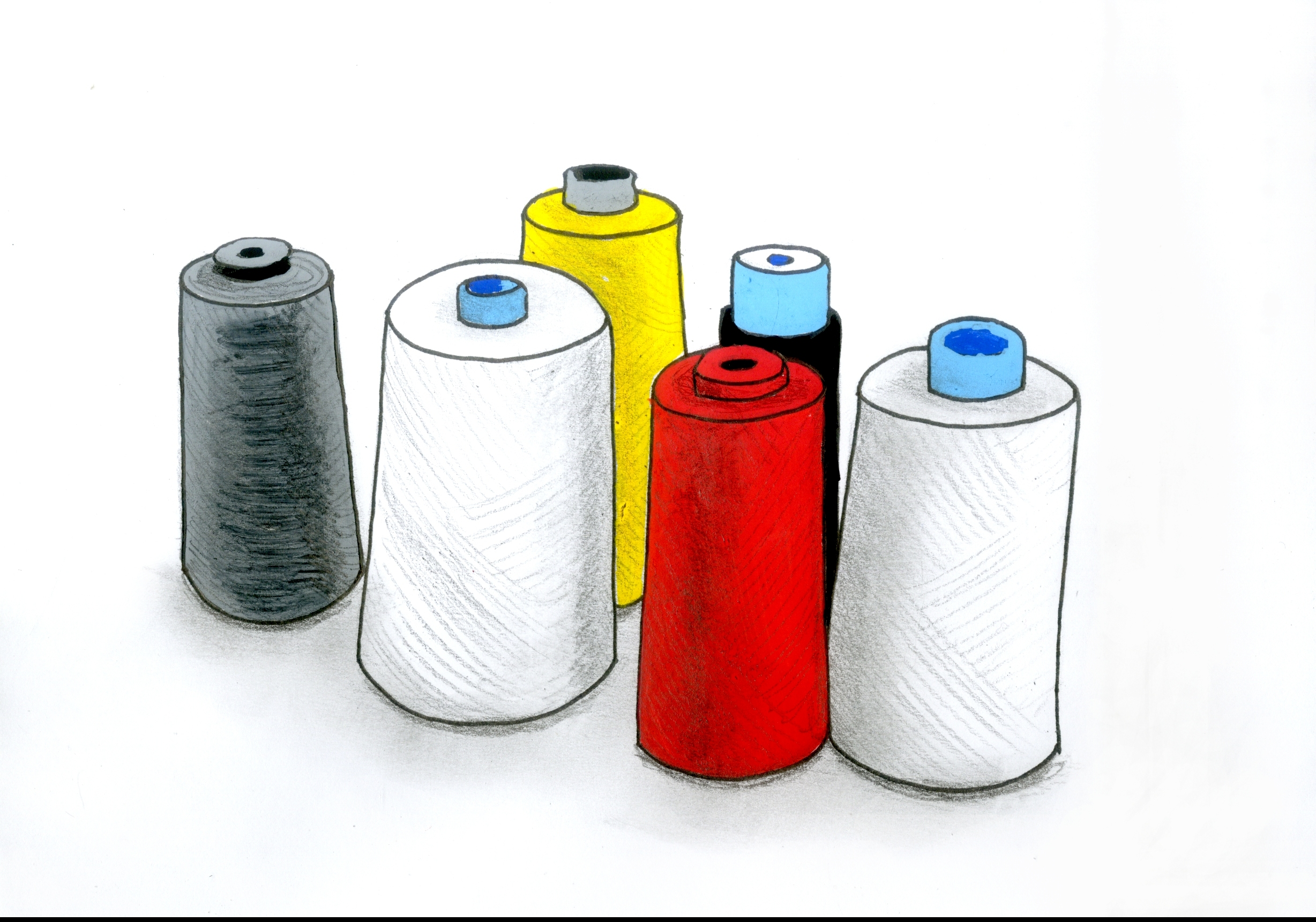
Dessin de bobines de fil.

Le fil textile est le produit du filage, c'est-à-dire l'agglutination de fibres textiles pour former un ensemble long.
Le filage peut être réalisé artisanalement ou être industrialisé dans un atelier ou une usine appelée filature.
On entrecroise des fils, on tisse avec des machines ou bien à la main. On obtient ainsi des tissus, étoffes, tapis…
Les matières servant à la fabrication d'un fil pour l'industrie textile sont : le coton, la laine, le crin, le lin, le chanvre, la soie, le caoutchouc, les matières plastiques, le verre, l'or, l'argent, etc. Le fer a été anciennement employé dans la confection des cottes de mailles.

## Les principaux types de fils à coudre
De nombreux fils peuvent être utilisés pour coudre. Chacun d’entre eux à des caractéristiques différentes et donc, une utilité spécifique. Épaisseur, résistance, douceur et matière employée sont autant de caractéristiques à prendre en compte avant de choisir le fil qui convient le mieux pour réussir son ouvrage.
Ci-dessous une liste non exhaustive des principaux fils textiles utilisés en couture :
- Fil de coton : doux et ferme, on l’utilise principalement avec des tissus de coton. Il s’adapte facilement aux tissus légers, mais il est déconseillé de l’associer à des tissus élastiques, les points de couture pouvant casser.
- Fil de soie : fin et élastique, il est très résistant d’où son utilisation sur des tissus délicats.
- Fil métallique : fil synthétique entouré de fibres métalliques, il est généralement utilisé pour les coutures décoratives.
- Fil tout usage : comme son nom l’indique, ce fil est utilisable avec toute sorte de tissus. Mélangeant coton et polyester ; ce fil de bonne qualité peut être utilisé pour réaliser des vêtements, mais aussi des ouvrages en tissus d’ameublement.
- Fil polyester coutures apparentes : ce fil de polyester est plus épais et est utilisé pour les coutures décoratives apparentes, mais aussi les boutonnières.
- Fil à bâtir : fil entièrement en coton et très fragile, il est utilisé pour réaliser des coutures provisoires (bâtir). Fragile, il casse facilement ce qui permet de le retirer sans abîmer le tissu.